# Sentiero europeo E4
Il sentiero europeo E4 è un sentiero europeo che inizia a Tarifa in Spagna e si sviluppa attraverso la Francia, la Svizzera, la Germania, l'Austria, l'Ungheria, la Romania, la Bulgaria, la Grecia e termina a Larnaca, nell'isola di Cipro.

## Caratteristiche tecniche
La lunghezza totale del percorso è di circa 12000 km chilometri.

## Itinerario
L'itinerario non è ancora stato del tutto realizzato, mancano i tratti in Romania, parzialmente in Bulgaria.
| Stato            | Lunghezza del percorso nello Stato                | Tratti |
| ---------------- | ------------------------------------------------- | --- |
| Spagna           | 2.750 km                                          | - da Tarifa a Morella (2.300 km) - attraverso Andalusia, Murcia e Valencia via Ronda, Alhama de Granada, Moratalla, Alcoià, Requena - da Morella a Puigcerdà sui Pirenei (450 km) - attraverso la costa catalana a Ulldecona (GR8), Tarragona via percorso GR92, Montserrat (GR172), quindi GR4 fino ai Pirenei                      |
| Francia          | 1.100 km                                          | - da Montagne Noire a Culoz (1.100 km) - attraverso il monte Canigou, Carcassonne (GR36), Villefort, l'Alta Linguadoca, Cevenne (GR71, 7, 72), Ardèche, Valle del Rodano est (via GR44, 4, 42, 429), confine della Svizzera presso Ginevra, a nord attraverso il Massiccio del Vercors, Grenoble, Chartreuse and Culoz (GR9)         |
| Svizzera         | 450 km                                            | - da Borex (Ginevra), a Dielsdorf (Zurigo) (300 km) - lungo il percorso del Jurahöhenweg (alta via dei monti Giura) - riva sud del Lago di Costanza (150 km) |
| Germania/Austria | 1.536 km (Alternativa 1) 1.250 km (Alternativa 2) | |
| Ungheria         | 1.331 km                                          | - da Kőszeg (Monti Kőszeg) a Sátoraljaújhely (Monti Zemplén) (1.063 km) - lungo il percorso del Blu Tour dell'Ungheria - da Sátoraljaújhely a Nagykereki (262 km) - Lungo il percorso del Blu Tour della Pianura: Sátoraljaujhely, Kisvárda, Nyirbátor, Bánk, Nagykereki. - da Nagykereki a Ártánd (6 km) - - confine con la Romania |
| Romania          | (percorso non definito)                           | (percorso non definito) |
| Bulgaria         | 250 km (percorso parziale)                        | |
| Grecia           | 2.500 km                                          | - da Promachonas a Florina (300 km) - da Florina a Diakofto - da Diakofto a Giteo - traghetto Giteo-Kissamos (Creta) - da Kissamos a Sitia |
| Cipro            | 250 km                                            | - dall'Aeroporto di Pafo a Larnaca - il percorso attraversa il promontorio Akamas e i monti Troodos |